# Fuck…I’m Dead
Fuck…I’m Dead ist eine Deathgrind-Band aus Melbourne, Australien.

## Geschichte
Fuck…I’m Dead wurden im Mai 2000 von Tom Raetz (Bassist), Dave Hill (Gitarre und Drumcomputer) und Jay Jones (Gesang) gegründet. Im Juli 2000 nahmen sie ein Demo mit acht Titeln auf. Trotz der, wie die Band selbst eingestand, extrem schlechten Aufnahmequalität, entstand Anfang 2001 hieraus ein 7"-Split mit Sanitys Dawn. Ende 2001 erschien das Debütalbum Bring on the Dead. 2002 folgte eine Split-CD mit Engorged, bevor 2006 ein Live-DVD/CD-Paket namens Gore Grind Thrash Attack Live veröffentlicht wurde.
Bis zur Einstellung des Labels um 2010 war die Band bei No Escape Records unter Vertrag, welches von Gitarrist Dave Hill zusammen mit Christoph, Schlagzeuger der australischen Grindcore-Band Roskopp, betrieben wurde. Derselben Band entstammt auch Gitarrist Xavier Irvine, der zusammen mit Darren Condy am Schlagzeug die Live-Auftritte von Fuck…I’m Dead unterstützte, die bis 2007 mit Unterstützung eines Drumcomputers bewerkstelligt wurden. Auf ihrem bei Blastasfuk Grindcore erschienenen 2012er Album Another Gory Mess sind beide Musiker reguläre Bandmitglieder.

## Diskografie
- 2000: Fuck…I’m Dead
- 2001: Sanitys Dawn/Fuck…I’m Dead
- 2001: Bring on the Dead
- 2003: Fuck…I’m Dead/Engorged
- 2006: Gore Grind Thrash Attack Live
- 2012: Another Gory Mess

## Videos
- 2006: Gore Grind Thrash Attack Live